# Невринча (Тимиш)
Невринча (рум. Nevrincea) насеље је у Румунији у округу Тимиш у општини Бетхаусен. Oпштина се налази на надморској висини од 121 m.

## Прошлост
По "Румунској енциклопедији" место се први пут помиње 1371. године.
Аустријски царски ревизор Ерлер је 1774. године констатовао да место припада округу и дистрикту Лугож. Становништво је било претежно влашко.

## Становништво
Према подацима из 2002. године у насељу је живело 239 становника.

### Попис2002.
| Расподела становништва по националности 2002.‍ | Расподела становништва по националности 2002.‍ | Расподела становништва по националности 2002.‍ | Расподела становништва по националности 2002.‍ | Расподела становништва по националности 2002.‍ |
| --------------------------------------------- | --------------------------------------------- | --------------------------------------------- | --------------------------------------------- | --------------------------------------------- |
|                                               |                                               |                                               |                                               |                                               |
| Румуни                                        | Румуни                                        |                                               | 201                                           | 84,1%                                         |
| Мађари                                        | Мађари                                        |                                               | 17                                            | 7,1%                                          |
| Украјинци                                     | Украјинци                                     |                                               | 21                                            | 8,8%                                          |